# Michaela Jacobsenová
Michaela Jacobsenová (rozená Grögerová; * 27. ledna 1947 Praha) je česká germanistka, překladatelka z němčiny a znalkyně díla Ingeborg Bachmannové.

## Životopis
Narodila se v rodině spisovatelky a překladatelky Bohumily Grögerové jako starší ze dvou dcer. Otec brzy zemřel. Mladší sestra Bohumila Geussová-Límová (*1948) překládala španělskou beletrii.
Vystudovala obor němčina – čeština na Filozofické fakultě Univerzity Karlovy v Praze. Pracovala jako redaktorka v české redakci Státního pedagogického nakladatelství v Praze. Po roce 1990 přešla do redakce Literárních novin, později do nakladatelství Mladá fronta, Paseka a Karolinum.
Překládá z němčiny prózu, přebásňuje poezii. Systematicky se věnuje několika autorům, kromě Ingeborg Bachmannové to jsou Ilse Aichingerová, Günter Eich, Arno Schmidt a Christine Lavantová. Do současnosti přednáší o své nejoblíbenější autorce Ingeborg Bachmannové, naposledy 29. února 2024 v Rakouském kulturním fóru v Praze.

## Překlady (výběr)
- Eich, Günter: Víceméně, Praha, Odeon 1987
- Kraus, Karl: Moc a bezmoc slova. Výbor z básní a epigramů. Praha, Mladá fronta 1988
- Brod, Max: Pražský kruh. Praha, Akropolis 1993 (spolupráce Ivana Vízdalová)
- Bachmannová, Ingeborg: Malina, Praha, Mladá fronta 1996
- Bachmannová, Ingeborg: Básně, Praha, ERM 1997
- Seeleová, Astrid: Ženy kolem Goetha. Praha, Brána 1998 (spolupráce Lenka Chytilová)
- Bernhard, Thomas: Tři novely. Praha, Prostor 2000 (spolupráce Miroslav Petříček)
- Eich, Günter: Krtci a jiné básně. Litomyšl, Paseka 2003
- Bernhard, Thomas: Moušlování a jiné prózy; Praha, Prostor 2008
- Aichingerová, Ilse: Vrabec v hrsti; Příbram, Pistorius & Olšanská 2010
- Bachmannová, Ingeborg: Místo pro náhody I., II. Výbor z díla, připravily Michaela Jacobsenová a Eva Jelínková; přeložila Michaela Jacobsenová. Praha, Triáda 2009-2010
- Schmidt, Arno: Leviatan. Zblov, Opus 2011 (spolupráce Radovan Charvát)
- Schmidt, Arno: Cesty do Weilaghiri. Zblov. Opus 2012 (spolupráce Radovan Charvát)
- Schmidt, Arno: Ze života fauna. Zblov, Opus 2013
- Schmidt, Arno: Brandovo blato. Zblov, Opus 2014
- Bachmannová, Ingeborg: Čára života. Básně Zblov, Opus 2016
- Schmidt, Arno: Republika učenců. Zblov, Opus 2017
- Bachmannová, Ingeborg: Zatmění země (rozhlasové hry). Zblov: Opus 2018
- Bachmannová, Ingeborg: Případ Franza. Martínkovice:, Opus 2019
- Lavantová, Christine: Kořeny hoře. Martínkovice, Opus 2022